# صلاح جياد
صلاح جياد المسعودي (1947 - 16 مارس 2020) فنان تشكيلي عراقي، يعد أحد أشهر ثلاثة فنانين تشكيلين في العراق خلال عقدي الستينيات والسبعينيات، إلى جانب الفنان فيصل لعيبي صاحي والفنان سلمان الشهد. كما يُعد من أئمة مذهب الانطباعية التي أخذها عن أستاذه فائق حسن.

## حياته
ولد صلاح في البصرة عام 1947م، درس في معهد الفنون وبعدها التحق بأكاديمية الفنون الجميلة والتي تخرج منها عام 1971، ليبدأ عمله رسامًا في مجلة «مجلتي» و«صحيفة المزمار» المخصصتين للأطفال مدة 7 سنوات منذ  1969 حتى مغادرته إلى باريس عام 1976، كما عمل في «مجلة ألف باء» الأسبوعية و«صحيفة الجمهورية».
كان من المساهمين في تأسيس جماعة الأكاديميين المكونة من الفنانين كاظم حيدر، وفيصل لعيبي، ونعمان هادي، ووليد شيت، كما التحق بمدرسة الفنون الجميلة (بوزار) في بارريس، حصل منها على الدكتوراه في تاريخ الفن.

## وفاته
توفي في العاصمة الفرنسية باريس في يوم الاثنين 16 مارس 2020، الموافق 21 رجب 1441هـ عن عمر ناهز 73 عامًا، بعد معاناته مع المرض، ونعاه زميله فيصل لعيبي تحت عنوان «عندما ينهدّ نصفك الجميل»، قائلًا «حبيبي وصديقي الأثير الفنان صلاح جياد المسعودي، لن تغيب، فأنا الآن كالكنغر أحملك معي أينما يممت.»